# Dee Palmer
Dee Palmer (anteriormente David Palmer, nacido en Londres, 2 de julio de 1937) fue la segunda teclista de Jethro Tull entre los años 1976 y 1980, directora de los arreglos orquestales de la banda.
Había colaborado con el grupo previamente durante muchos años, hasta que ingresó definitivamente en el mismo tras la grabación de Too Old to Rock 'n' Roll: Too Young to Die!. Grabó con el grupo todos los álbumes entre Songs from the Wood y Stormwatch, incluidos estos.
Como la mayoría de los miembros de la banda (excepto Ian Anderson y Martin Barre), abandonó el grupo tras la gira mundial de Stormwatch, en agosto de 1980.
Su participación en la banda, realizando los arreglos orquestales y como segundo teclista (junto a John Evan), al órgano, enriqueció notablemente los temas del grupo.

## El cambio de sexo de Dee Palmer
En 2003, David Palmer cambió su nombre de pila por Dee y, en 2004, anunció que se había sometido a una operación de cambio de sexo. El hecho fue publicitado en muchas publicaciones y sorprendió a todos, incluso a sus excompañeros de Jethro Tull, pues nunca habían conocido sus deseos de ser mujer, y por el hecho de haber estado casado (hasta que enviudó de su mujer), de tener hijos y de haber ofrecido siempre una imagen de hombre barbudo, como los demás miembros de la banda.
Posteriormente, ya como Dee Palmer, ha colaborado como teclista en algunas actuaciones de Ian Anderson.